# 母衣旗 (小惑星)
母衣旗（ほろはた、8374 Horohata）は、小惑星帯の小惑星の一つ。大友哲が山梨県の清里大友天文台で発見した。
毎年、石川町スターライトフェスティバルが開かれる福島県石川町の母衣旗から命名された。この地名は源義家にまつわる伝説に由来し、母畑温泉の語源ともなっている。